# Kushimoto (Wakayama)
Kushimoto (串本町, Kushimoto-chō) est un bourg du district de Higashimuro, dans la préfecture de Wakayama, au Japon.

## Géographie
Kushimoto, situé dans la préfecture de Wakayama, est le bourg le plus au sud de l'île principale du Japon, Honshū.

### Démographie
En 2019, la population de Kushimoto était de 15 194 habitants.

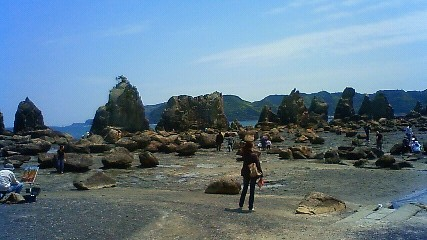
Rochers de Hashiguiiwa près de Kushimoto.

Localisation de Kushimoto au sud de la préfecture de Wakayama.